# Melanagromyza curiosa
Melanagromyza curiosa är en tvåvingeart som beskrevs av Spencer 1959. Melanagromyza curiosa ingår i släktet Melanagromyza och familjen minerarflugor.
Artens utbredningsområde är Kongo. Inga underarter finns listade i Catalogue of Life.